# إيوان كالينديرو
ولد إيوان كالينديرو، والمعروف أيضًا باسم جان كالينديرو؛ في 29 ديسمبر من عام 1840، كان أحد أفراد مقاطعة الأفلاق، وأصبح بعدها فقيهًا رومانيًا، عرف عنه قربه من الملك كارول الأول، خدم لمدة ثلاثين عامًا كمسؤول عن أملاك التاج، ولمدة ثلاث سنوات كرئيس للأكاديمية الرومانية. تلقى تعليمه في فرنسا، عمل والده لازار كالينديرو أوغلو في المجال المصرفي وكان رجلًا ثريًا، وكان شقيقه الطبيب نيكولاي كالينديرو. أيد كالينديرو الحزب الوطني الليبرالي، الذي ظهر لأول مرة في السياسة في ثمانينيات القرن التاسع عشر.
عرف كالينديرو بخبرته في مجال القانون الروماني، درس أيضًا تاريخ روما القديمة، كانت مساهماته ثانوية في هذا المجال على الرغم من اهتمامه. شكك البعض في كفاءته كترجمان قانوني بعد توليه قضية ستروسبرغ، على الرغم من عمله في محكمة الاستئناف وفي هيئات الخبراء الدولية. استمر كالينديرو في عمله كمستشار قانوني لكارول، وتولى المفاوضات المباشرة مع الجهات السياسية الوطنية الليبرالية والمحافظة، واقترح عدة مرات لمنصب رئيس الوزراء.
اقترح كالينديرو وجهة نظره لتحسين المناطق الريفية، وإنشاء مزارع نموذجية ودعم الحرف الصناعية، وتعزيز محو الأمية والفنون، وتشجيع ريادة الأعمال. واعتبر هذه الأساليب بديل عملي للإصلاح الزراعي، والدفاع عن حقوق الملكية أثناء وبعد ثورة الفلاحين عام 1907. أشاد الجميع به بسبب شغفه وتفانيه، ولكنه انتقد أيضًا بسبب التشكيك بنتائج أساليبه. بالإضافة إلى مشروعه الزراعي وعمله الاجتماعي، لعب كالينديرو دورًا مهمًا في تعزيز تسلق الجبال والحراجة الحديثة، وأنشأ منتجع بوستيني، وبنى متحف الفن الخاص به. عرف بشخصيته الفريدة وعاداته الغريبة، واعتبره البعض مغرورًا، كان ملهمًا للكتّاب ورسامي الكاريكاتير في مجلة فورنيكا. وعد بتوزيع ثروته لعامة الشعب ولم يفي بوعده ما شكل فضيحة بعد وفاته استمرت حتى سنوات ما بين الحربين العالميتين.

## سيرته الذاتية

### أصوله ونشأته
ولد في بوخارست في 28 أو 29 ديسمبر 1840، كان والده لازار (لازاروس) كاليندروجلو. عملت عائلته في المجال المصرفي وكانت واحدة من أكبر المؤسسات المصرفية والتصدير في مملكة الأفلاق، ثم في الممالك المتحدة. ترقى لازار إلى طبقة نبلاء بويار في الأفلاق، انضم إلى حكومة بوخارست المحلية خلال الأعوام 1838، و1844، و1847، حصل على لقب بيتار، ثم على رتبة الباهارنيك في الخمسينيات من القرن التاسع عشر. شغل لازار مناصب سياسية في الحزب الوطني في عام 1857، وتولى منصب رئيس مجلس الإدارة لفترة وجيزة إلى جانب كونستانتين أ. كريليسكو.
درس إيوان القانون في جامعة باريس. حصل على درجة إجازة في دراسة عن المهر في القانون الروماني (1860)، وحصل على درجة الدكتوراه مع أطروحة عن قوانين ما بعد الواقع 1864، عاد إلى بلده وتولى منصب القاضي، وعمل كأول رئيس لمحكمة بوخارست. أصبح مستشارًا في محكمة الاستئناف العليا. عمل مستشارًا لإصلاح العقوبات بتكليف من وزارة العدل عام 1872. وصفه بوريسكي بكونه رجل العالم الجديد. شاركت عائلته في ذلك الوقت في الحركة الليبرالية. أصبح الأخ نيكولاي، وهو طبيب مدرب في باريس، أحد مؤسسي الحزب الوطني الليبرالي في عام 1875.
انضم إيوان أيضًا إلى الليبراليين الوطنيين في عام 1875، وعارض التنازل عن سكة بريدال الحديدية للإنجليزي جورج كراولي، أنشأ شركة استثمارية حاولت التنافس مع كراولي على العقد. برز اسم كالينديرو في أعقاب قضية ستروسبرغ، اشترت رومانيا خلالها خطوط السكك الحديدية من المستثمر البروسي المفلس ب.إتش ستروسبرغ.  أُرسل كالينديرو إلى برلين برفقة وستردوزا في فبراير 1880، وتفاوض مع السلطات الألمانية بشأن سداد سندات ستروسبرغ. عيّنه دومنيتور كارول الأول في اللجنة الملكية لإدارة السكك الحديدية في أبريل. تضمن هذا الثلاثي التوجيهي أيضًا، أوجينيو ستيتيسكو، وشتيفان فولكويانو. نشر كالينديرو مجلدًا باللغة الفرنسية في عام 1882، تحدث فيه عن الآثار القانونية لقضية ستروسبرغ.
تمتع كالينديرو بمزيد من المزايا عندما توّج كارول الأول ملكًا على رومانيا، والذي عينه مستشارًا له في الشؤون القانونية والزراعية. شغل كالينديرو منصب مدير الغابات والحقول المملوكة للدولة لفترة مؤقتة. عيّن في يونيو 1884 كأول مسؤول عن أملاك التاج، والتي عزلت بشكل مستقل بموجب القانون الأساسي، استقال من منصبه في شركة السكك الحديدية في ديسمبر 1885.  تضمنت أملاك التاج اثني عشر عقارًا ريفيًا وجبلين من جبال الكاربات الجنوبية، كانت تملكها الدولة ويديرها آل هوهنزون (من خلال كالينديرو). حاول كالينديرو الخوض في مجالات السياسة بشكل موزاي خلال السنوات الأولى من مهمته الجديدة. ترشح لمجلس بوخارست في عام 1886، وهو الثاني على القائمة الوطنية الليبرالية. انسحب بعد فوزه بالانتخابات بحجة ارتباطاته العديدة. تولى مهمة شراء سكك حديد ستروسبرغ، وتفاوض على قرض بقيمة 175 مليون لي في عام 1889. اقترح كارول الأول اسم كالينديرو كرئيس وزراء الحكومة بعد استقالة حكومة حزب المحافظين بقيادة جورج مانو في عام 1891. رفضت هذه المناورة من قبل الليبراليين الوطنيين المعارضين، حرض براتيانيو هذا الرفض.

### رئاسة الاكاديمية
انتخب كالينديرو كعضو مناظر في الأكاديمية الرومانية بحلول عام 1888. تولى كالينديرو رئاسة القسم التاريخي خلال الأعوام 1895-1897، وتولاها مرة أخرى خلال الأعوام 1907-1910. شغل منصب رئيس الأكاديمية من عام 1904 إلى عام 1907. تبرع إيوان اوتيتليزاني بمعظم أملاكه للأكاديمية بعد فوزه في المحاكمة ضد أقاربه في عام 1889. شمل الصندوق 900 هكتار من الأراضي، وحوالي 4 ملايين لي ذهب. انتقد ايوان سلافيتشي إدارة كالينديرو خلال فترة ولايته، تمكن كالينديرو من تجاهل انتقاداته لكنه فشل في فعل الشيء نفسه مع المؤرخ رادو روسيتي. واجه كالينديرو المزيد من الانتقادات من رادو روزيتي، الذي ادعى في عام 1904 أن الأكاديمية قد تحولت لملجأ للمعاقين ذهنيًا.
واصل كالينديرو عمله كمبعوث للملك في غضون ذلك. تعرضت رومانيا لأزمة اقتصادية كبيرة بحلول عام 1899، أرسل كالينديرو ومانو إلى خارج البلاد للتفاوض بشأن السندات والقروض المالية. أبلغ كالينديرو زميله السابق في برلين ستوردزا، رئيس الوزراء الليبرالي الوطني آنذاك، أن كارول قد عزله. تفاوض على إعادة توحيد المحافظين والمنشقين عن جونيميا، بدافع من رغبة الملك في الحصول على حزب حكومي مستقر. رفض عروض استبدال ستوردزا، مفضلًا تيودور روسيتي أو إيوان لاهوفاري لهذا المنصب.
أعاد كالينديرو ترميم الكنيسة في ممتلكاته الخاصة في شيتو-غريسي في عام 1896، أدى عمله إلى إحداث تغييرات جذرية في التصميم العام. أولى اهتمامًا خاصًا ببناء وترميم المباني الدينية الأرثوذكسية في منطقة الملك، شارك شخصيًا في ترميم وتجديد كنيسة بالتيني.  أشرف على المزارع النموذجية، كتب كتابًا مدرسيًا لوكلاء التاج، وأمر بتأسيس جمعيات ثقافية. نُشرت مجلة موسوعة الناس تحت اسم ألبينا (النحلة) بين أكتوبر 1897 و1916. كان كالينديرو رئيس التحرير، وعمل جورج كويبوك، وبيتر دولفو، وبيتر فاسيليو نيستوريل كمحررين مشاركين. أدى عمله في محو الأمية العامة إلى تأسيس جمعية ستيوا. انضم إليها كونستانتين بانو وسبيرو هاريت، ولاحقًا باربو أوتيربي وألكسندرو لابيداتو، وكان هدفها هو الترويج للمنشورات الأخلاقية والوطنية والمفيدة، وحماية حقوق النشر على جميع المقاييس القانونية.
كان كالينديرو أيضًا محررًا للنشرة الإخبارية لوزارة الثقافة، ومجلة الغابات. شغل منصب رئيس لجنة الآثار التاريخية، والتطورفي مجتمع الغابات، والجمعية الجغرافية الملكية. عُرض عليه رئاسة الأثينيوم الروماني، لكنه رفض بحجة انشغاله في عمله الزراعي. وعد بتوريث مبلغ كبير من المال للأثينيوم عند وفاته.